# Mu (Baekje)
König Mu (* 580; † 641) war der 30. Herrscher des Königreiches Baekje (백제) im Südwesten der koreanischen Halbinsel. Er regierte das Land von 600 n. Chr. bis zu seinem Tod und ließ die Tempelanlage Mireuksa errichten.

## Person
Als Kind wurde König Mu Seodong (서동) genannt. Mu soll intelligent gewesen sein und bei Antritt seiner Regentschaft  die Macht des Königs im Reich Baekje gefestigt haben. Es wird ihm nachgesagt, dass er im Konflikt mit dem Königreich Silla (신라) zehn erwähnenswerte kriegerische Auseinandersetzungen geführt hatte.
Mu machte die Stadt Iksan (익산시) zu seiner zweiten Hauptstadt des Reiches, ließ auf dem Areal der heutigen Archäologische Stätte von Wanggung-ri (왕궁리), wenige Kilometer nordöstlich einen zweiten königlichen Palast errichten und gilt als der Erbauer des Tempels Mireuksa (미륵사) im Jahr 639 n. Chr., knapp 5 Kilometer nordwestlich des Palastes. Der Grund für die zweite Hauptstadt lag darin, dass Mu damit seine Macht stärken und sich von dem aristokratischen Einfluss von Sabi (사비) frei halten wollte.
Mu zeigte großes Interesse am Buddhismus und am Daoismus. Im 35. Jahr seiner Regentschaft ließ Mu südlich seines Palastes einen Teich mit einem Berg in der Mitte des Teiches anlegen, von dem er glaubte, dass dort Götter residieren würden.

## Legenden
Es gibt unterschiedliche Erzählungen über König Mu, zum einen die Seodong-Sage, in dem Seodong aus der Vereinigung seiner Mutter mit  einem aus einem Teich aufsteigenden Drachen hervorging. In der koreanischen Volkstradition seiner Zeit war damit die Geburt eines Helden verbunden. Mu soll als Kind Jang genannt worden sein, aber später, da er immer Lichtwurzen gesammelt hat, den Namen Seodong, der mit „Lichtwurzelkind“ übersetzt werden kann, 'Seo' für Lichtwurzel und 'dong' für Kind, bekommen haben. Auch soll er beim Sammeln Gold gefunden haben, später die Tochter des Königs von Silla, Seonhwa (선화) geheiratet haben und auf einer Reise mit seiner Gemahlin zu dem Tempel Sajasa an einem Teich die Mireuk-Trias, also den Mireuk-Buddha und seine zwei Bodhisattwas, gesehen haben, worauf seine Gemahlin den Wunsch geäußert habe, an dem Ort einen Tempel erbauen zu lassen. König Mu erfüllte daraufhin den Wunsch seiner Gemahlin und ließ den Tempel Mireuksa errichten. Die Sage wurde in einem Volkslied, dem Seodongyo (서동요) verwendet.
In der Memorabile der Drei Königreiche, die von dem Mönch Iryeon (이련) verfasst wurde, wird Mu als Sohn den Königs Beop (법) (599–600) bezeichnet.
Nach den Funden, die am 14. Januar 2009 in der westlichen Pagode des Tempels Mireuksa gemacht wurden, wurde deutlich, dass nicht die Prinzessin Seonhwa die Initiatoren des Tempelbaus war, sondern die Tochter von Sataek Jeokdeok, die einem damals mächtigen Familienclan entsprang. Es ist nun nicht klar, ob sie die Gemahlin des Königs war oder ob Prinzessin Seonhwa entsprechend der Sage die Königin stellte oder ob König Mu sogar zwei Gemahlinnen hatte. Die Funde aus der Pagode klärten lediglich die Entstehung des Tempels und die Urheberschaft. Dass der Tempel auf Geheiß des Königs errichtet wurde, steht mit den Funden nicht im Zweifel.